# William David Ross
William David Ross (15 de abril de 1877 - 5 de mayo de 1971) fue un filósofo escocés, conocido por su trabajo en la ética. Su trabajo más conocido es The Right and the Good (1930), y quizás es más conocido por desarrollar una forma de sociedad pluralista, deontológica de la ética intuicionista en respuesta del utilitarismo de George Edward Moore. 
Ross también criticó y tradujo varios trabajos de Aristóteles y escribió sobre la filosofía griega antigua. Es reconocido por ambas tareas.

## Vida
William David Ross nació en Thurso, Caithness, en el norte de Escocia. Pasó la mayor parte de sus primeros seis años en el sur de la India. Fue educado en la Royal High School, en Edimburgo y en la Universidad de Edimburgo. Completó sus estudios en Balliol College, Oxford, y obtuvo una cátedra en Oriel College en 1900, seguido por una beca en 1902.
Ross se unió al ejército en 1915. Durante la Primera Guerra Mundial, trabajó en el Ministerio de Municiones del Reino Unido. Recibió la Orden del Imperio Británico en reconocimiento por su servicio durante la guerra, y fue nombrado caballero en 1938.
Ross fue preboste en Oriel College, Oxford, entre 1929 y 1947, vicerrector de la Universidad de Oxford desde 1941 hasta 1944 y provicerrector entre 1944 y 1947. Fue presidente de la Sociedad Aristotélica desde 1939 hasta 1940.

## Trabajos
- 1908: Aristotle. Nichomachean Ethics. Traducido por W. D. Ross. Oxford: Clarendon Press.[1]
- 1923: Aristotle
- 1924: Aristotle's Metaphysics
- 1927: 'The Basis of Objective Judgments in Ethics'. International Journal of Ethics, 37: 113-127.
- 1930: The Right and the Good
- 1936: Aristotle's Physics
- 1939: Foundations of Ethics
- 1951: Plato's Theory of Ideas
- 1954: Kant's Ethical Theory